# Rodger Wilton Young
Rodger Wilton Young (28 d'abril de 1918 – 31 de juliol de 1943) va ser un soldat d'infanteria d'Ohio que va formar part de l'exèrcit dels Estats Units durant la Segona Guerra Mundial. Nascut a la petita ciutat de Tiffin, Ohio, l'any 1918, Young va patir una lesió esportiva a l'escola secundària que el va portar a quedar-se gairebé sord i cec. Malgrat això, Young va poder aprovar els exàmens necessaris per entrar a la Guàrdia Nacional d'Ohio. Poc després que els Estats Units entressin a la Segona Guerra Mundial, la companyia de Young es va activar com a part de l'exèrcit nord-americà. Poc després de la seva activació, l'any 1943, Young va ser assassinat a l'illa de Nova Geòrgia mentre ajudava el seu escamot a retirar-se d'una emboscada japonesa. Per les seves accions, se li va concedir pòstumament la condecoració militar més alta dels Estats Units, la Medalla d'Honor.
En els anys posteriors a la mort de Young, el seu llegat es va commemorar en moltes obres. El compositor Frank Loesser va escriure "The Ballad of Rodger Young", una cançó que lloa el coratge dels soldats d'infanteria nord-americans representats per Young. El curs d'infiltració nocturna de Fort Benning rep el nom de Young, així com un camp de tir d'armes curtes a Camp Perry.

## Primers anys i educació
Young va néixer el 28 d'abril de 1918 a Tiffin, Ohio fill de Nicholas i Ester Young. Tenia quatre germans; tres nois i una noia. Durant gran part de la seva vida primerenca, Young va viure a la ciutat de Green Springs, Ohio, però més tard, durant la seva infància, ell i la seva família es van traslladar a Clyde, Ohio. Durant la seva infància, Young va gaudir de la caça, cosa que va millorar les seves habilitats de punteria.
Encara que era un nen de poca alçada, Young era un esportista entusiasta. Mentre estava a l'escola secundària, Young va provar l'equip de futbol americà de la seva escola. Al principi no va ser acceptat, però finalment, l'esforç i l'entusiasme de Young en els entrenaments van persuadir l'entrenador perquè li permetés jugar en alguns partits.
Durant un partit de bàsquet de secundària, Young va patir una greu lesió al cap després del contacte amb un oponent. L'incident va provocar danys importants però graduals a la seva oïda i vista. A causa d'això, Young va haver d'abandonar l'escola secundària al seu segon any, moment en què la seva pèrdua auditiva i visió havia progressat fins a un punt greu.

## Servei militar
Buscant maneres d'obtenir ingressos addicionals i pensant que, a causa dels seus problemes de salut, fracassaria a l'examen mèdic normal de l'exèrcit, Young es va presentar a la Guàrdia Nacional d'Ohio el 1939. Malgrat la seva mala vista i oïda, Young va ser acceptat i destinat a la Companyia "B", 148è Regiment d'Infanteria de la 37a Divisió d'Infanteria. Tot i que Young era l'home més baix de la seva companyia i portava ulleres, els seus companys el consideraven un bon soldat.

### Segona Guerra Mundial
L'octubre de 1940, un any després d'unir-se a la Guàrdia Nacional, Young i la seva unitat van ser activats per al servei federal com a part dels preparatius nord-americans per a la Segona Guerra Mundial. En aquella època, Young era caporal, i entrenava nous reclutes en el maneig d'armes curtes. Després d'una promoció a sergent, Young va ser assignat per dirigir un escamot d'infanteria. El 1942, poc després de l'entrada d'Amèrica a la guerra, el 148è es va embarcar cap a Fiji, al Pacífic, i després cap a les properes Illes Salomó per a l'entrenament abans d'un desplegament a l'illa de Nova Geòrgia, controlada pels japonesos. En aquest moment, l'oïda i la vista de Young s'havien deteriorat fins al punt que, tenint en compte la seguretat dels que hi havia sota ell, Young va sol·licitar una degradació a soldat ras, cosa que el faria incapaç de comandar un equip.
Quan Young va presentar la seva sol·licitud al comandant de la companyia, aquest inicialment va pensar que Young estava simulant per evitar el combat; tanmateix, un examen mèdic dut a terme poc després va determinar que Young era gairebé sord, la qual cosa va convèncer el comandant de degradar-lo. El metge examinador va recomanar que Young anés a un hospital de campanya per rebre tractament. No obstant això, sense voler perdre's el desembarcament de Nova Geòrgia, Young va sol·licitar romandre amb la seva companyia. El comandant va acceptar la seva petició i una setmana més tard, el 31 de juliol de 1943, Young va dur a terme les accions que van portar a la seva concessió pòstuma de la Medalla d'Honor.
Nou dies després de la batalla de Munda Point, el 31 de juliol, Young va ser assignat a una patrulla de 20 homes enviada cap a les 4:00. pm per reconèixer el territori japonès. Després d'aconseguir el seu objectiu, la patrulla tornava a les línies nord-americanes quan va ser emboscada per cinc soldats japonesos. El foc intens de l'enemic, que estaven amagats en una fossa de metralladores 75 iardes (69 m) allunyada en un terreny més alt, va impedir el moviment endavant de la patrulla. Dos soldats van morir en l'explosió inicial i Young va resultar ferit. Durant un intent de flanquejar l'enemic, dos soldats més van morir. En aquest punt, el cap de la patrulla va ordenar la retirada. Young, ignorant l'ordre de retirar-se i la seva ferida, va començar a arrossegar-se cap a la posició japonesa. Una altra metralladora va disparar i va ferir Young per segona vegada, però va continuar el seu avanç, allunyant el foc enemic del seu equip. Quan Young s'acostava al nínxol de les metralladores, va començar a respondre amb foc de rifle i llançant granades de mà al niu, ferint o matant la majoria dels soldats que hi havia a l'interior. Aviat Young va ser colpejat pel foc enemic i va morir. A causa de les seves accions, l'esquadra de Young va poder retirar-se de l'emboscada sense més baixes.

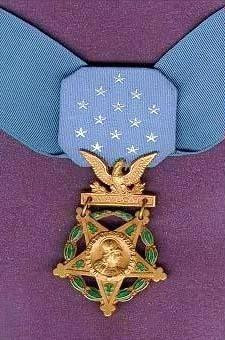
Medalla d'Honor de l'Exèrcit

El 6 de gener de 1944, la família de Young va ser guardonada amb la Medalla d'Honor. La cita de la Medalla d'Honor de Young diu:
El 31 de juliol de 1943, la companyia d'infanteria de la qual el soldat Young era membre, va rebre l'ordre de fer una inspecció limitada de la línia de batalla per tal d'ajustar la posició del batalló per a la nit. En aquest moment, l'esquadra de Young es va enfrontar amb l'enemic en una densa jungla on l'observació era molt limitada. De sobte, l'esquadra va quedar atrapada pel foc intens d'una metralladora japonesa amagada en un terreny més alt a només 75 metres de distància. L'explosió inicial va ferir Young. Quan l'esquadra va començar a obeir l'ordre de retirar-se, Young va cridar que podia veure l'emplaçament enemic, i després va començar a arrossegar-s'hi. Un altre esclat de la metralladora el va ferir per segona vegada. Malgrat les ferides, va continuar el seu avanç heroic, atraient foc enemic i responent amb foc de rifle. Quan va estar prou a prop del seu objectiu, va començar a llançar granades de mà i, mentre ho feia, va ser colpejat de nou i va morir. L'acció audaç de Young en acostar-se a aquesta posició japonesa i així desviar-ne el foc, va permetre que el seu grup es retirés sense més pèrdues, i va ser responsable de diverses baixes enemigues.
El cos de Young va ser traslladat als Estats Units el juliol de 1949 i actualment està enterrat al cementiri McPherson de Clyde, Ohio.

## Llegat
| The Ballad of Rodger Young                                                    |
|                                                                               |
| The Ballad of Rodger Young performed by the West Point Cadet Glee Club, 1959. |
|                                                                               |

A l'escola d'infanteria de l'exèrcit dels EUA a Fort Benning a Geòrgia, el curs d'infiltració nocturna rep el nom de Young. L'aprovació del curs és un requisit previ per a la graduació; els soldats s'arrosseguen per terrenys sorrencs i fangosos mentre són sotmesos als trets reals de les metralladores M60 o M240B operades per instructors. El centre recreatiu de Fort Benning té una placa en reconeixement de la seva valentia.
L'1 de març de 1945, la ciutat de Fremont, Ohio, va posar nom al Fremont Water Works Park dedicant-lo a la memòria de Rodger W. Young i dels membres de les forces armades del comtat de Sandusky, Ohio, durant la Segona Guerra Mundial.
El 1945, el compositor Frank Loesser va escriure "The Ballad of Rodger Young". En aquell moment, era un soldat que servia a la Unitat de Producció de Ràdio de l'Exèrcit. La revista Life va incloure la partitura i la lletra de la balada en una història sobre Young en l'edició del 5 de març de 1945. L'article de Life, juntament amb la repatriació el 1949 del cos de Young als Estats Units, van augmentar la popularitat de la cançó. Els enregistraments més venuts van ser realitzats per Burl Ives i Nelson Eddy a finals de 1949. El 31 de març de 1946, "The Ballad of Rodger Young" va ser cantada pel tenor Dennis Day al <i id="mwog">programa de Jack Benny</i> a la ràdio. Després de la cançó, Jack Benny va pronunciar un discurs en honor de Young.
El 1946, es va establir un projecte d'habitatges per a veterans a Los Angeles, Califòrnia. Aquest va ser conegut com el Rodger Young Village fins a mitjans de la dècada de 1950, quan va ser destruït. Al lloc d'entrenament de la Guàrdia Nacional d'Ohio a Camp Perry, hi ha un camp de tir d'armes lleugeres anomenat en honor de Young. Camp Perry acull els Campionats Nacionals de Rifle i Pistola.
Young és esmentat breument al conte de Robert A. Heinlein de 1949 "The Long Watch" i a la seva novel·la "The Rolling Stones", una serralada a la lluna porta el nom de Young. A la novel·la de Heinlein Starship Troopers, per la qual va rebre l'Hugo el 1959, el transport de tropes TFCT Rodger Young porta el seu nom. La balada de Loesser també apareix en diverses ocasions al llibre. Heinlein també va incloure una "Nota històrica" en la qual citava la citació de la Medalla d'Honor de Young. La nau estel·lar també apareix a l'adaptació de la novel·la de Paul Verhoeven, anomenada "No. 176 Rodger Young" ; a la pel·lícula el personatge del sergent Zim ret un homenatge a la història de Young demanant que el degradin per poder unir-se a la primera línia.
El gener de 1964, la història de Young va aparèixer al 15è episodi de la sèrie històrica de televisió The Great Adventure.